# Martin Rubeš
Martin Rubeš (Karlovy Vary, 16 de septiembre de 1996) es un deportista checo que compite en esgrima, especialista en la modalidad de espada.
Participó en los Juegos Olímpicos de París 2024, obteniendo una medalla de bronce en la prueba por equipos (junto con Jiří Beran, Jakub Jurka y Michal Čupr). Ganó una medalla de bronce en el Campeonato Europeo de Esgrima de 2017, en la prueba por equipos.

## Palmarés internacional
| Juegos Olímpicos   | Juegos Olímpicos | Juegos Olímpicos  | Juegos Olímpicos   |
| Año                | Lugar            | Medalla           | Prueba             |
| ------------------ | ---------------- | ----------------- | ------------------ |
| 2024               | París (Francia)  | Medalla de bronce | Espada por equipos |
| Campeonato Europeo |                  |                   |                    |
| Año                | Lugar            | Medalla           | Prueba             |
| 2017               | Tiflis (Georgia) | Medalla de bronce | Espada por equipos |